# 史氏跳岩鳚
史氏跳岩鳚（学名：Petroscirtes springeri），又名狗鰷，为條鰭魚綱鳚形目鳚科跳岩鳚屬下的一个种，该物种于1976年由William Farr Smith-Vaniz描述，分布於西北太平洋日本南部與台灣海域，深度8至45公尺，本魚體長形，頭部有發達的觸鬚，下顎觸鬚多，前鰓蓋骨道孔具觸鬚，具一對犬齒，從吻部延伸至尾鰭基部有條淡藍色的寬條紋，鰓蓋及尾鰭基部有深藍色斑點，背鰭硬棘12枚、背鰭軟條21枚、臀鰭硬棘2枚、臀鰭軟條21枚，體長可達7.7公分，棲息在沿海珊瑚礁區，屬雜食性，以藻類、碎屑和小型無脊椎動物為食，雌魚產附著性卵，幼魚為浮游性，生活習性不明。